# Csép
Csép là một thị trấn thuộc hạt Komárom-Esztergom, Hungary. Thị trấn này có diện tích 20,06 km², dân số năm 2010 là 360 người, mật độ 18 người/km².